# Thrasops
Thrasops – rodzaj węży z podrodziny Colubrinae w rodzinie połozowatych (Colubridae).

## Zasięg występowania
Rodzaj obejmuje gatunki występujące w Senegalu, Gwinei, Sierra Leone, Liberii, Wybrzeżu Kości Słoniowej, Ghanie, Togo, Nigerii, Kamerunie, Gabonie, Kongu, Republice Środkowoafrykańskiej, Sudanie Południowym, Demokratycznej Republice Konga, Ugandzie, Kenii, Rwandzie, Burundi, Tanzanii, Zambii i Angoli. 

## Systematyka

### Etymologia
Thrasops: gr. θρασυς thrasus „odważny, śmiały”; ωψ ōps, ωπος ōpos „wzrok, oczy”.

### Podział systematyczny
Do rodzaju należą następujące gatunki:
- Thrasops flavigularis
- Thrasops jacksonii
- Thrasops occidentalis
- Thrasops schmidti